# 자유시간 (초콜릿 바)
자유시간은 해태제과에서 1990년 9월부터 제조 및 판매하는 초콜릿 바이다. 리얼 초코, 아몬드, 크리스피 등의 다양한 맛이 있다.
다양한 크기로도 출시되고 있으며 그 중 일반 자유시간보다 긴 형태의 빅자유시간이 있다.